# Mütercim Mehmed Rüşdi Pascià
Pascià Mütercim Mehmed Rüşdi (in turco Mehmet Rüşdi Paşa o Mütercim Rüşdi Paşa; Ayancık, 1811 – Manisa, 27 marzo 1882) è stato un politico ottomano.
Servì come Gran visir dell'Impero ottomano per cinque diversi mandati. Mehmed Rushdi Pascià fu un fervente sostenitore del Tanzimat. Credeva che l'impero sarebbe rimasto indietro rispetto all'Occidente se non si fosse modernizzato. In gioventù lavorò come traduttore di testi militari con il grado colonnello. 

## Primi anni
Mütercim Mehmed Rüşdi Pascià nacque da un povero barcaiolo nel 1811 nella città di Ayancik. Quando aveva tre anni la sua famiglia si trasferì a Istanbul intorno al 1814. A Istanbul Rüşdi Pascià studiò nel sistema scolastico locale. Crescendo, fu reclutato nell'esercito e studiò con un uomo di nome Lord Tănase. Sotto la guida di Lord Tănase acquisì la capacità di leggere, scrivere e parlare la lingua francese. Dopo aver lavorato insieme a Lord Tănase, si scoprì che Rüşdi Pascià era una risorsa per l'Impero Ottomano. Attirò l'attenzione del sultano Abdulhamid. Il sultano Abdulhamid assegnò a Rüşdi Pascià un incarico di traduzione con alcuni dei migliori traduttori dell'Impero Ottomano. Rüşdi Pascià divenne molto noto nell'Impero per le sue traduzioni. Due dei suoi testi tradotti più importanti furiono i manuali francesi di tattiche e addestramento militare. Dopo queste traduzioni fu nuovamente promosso e inviato in Inghilterra per studiare e tradurre ulteriori opere occidentali. Rüşdi Pascià era circondato da idee occidentali simili ai suoi colleghi riformisti che in seguito avrebbero spinto per le riforme di Tanzimat.

## Carriera Militare
Nel 1839, all'età di 28 anni, fu promosso Mir alay (comandante del reggimento con il grado di colonnello) e prestò servizio in Rumelia e Anatolia. Rüşdi Pascià Continuò la sua carriera militare, fu nominato Mirliva dell'esercito in Rumelia nel 1843 e fu promosso a Ferik nel 1845. Presto fu nominato membro del Consiglio per gli affari militari (Dâr-ı Şûrâ-yı Askerî). Nel 1847 fu nominato comandante della I armata e nel 1851 presidente del consiglio per gli affari militari e quindi ministro della guerra, carica che ricoprì anche nel 1855 e nel 1857. Nel maggio 1851 il sultano lo nominò Serasker e quindi comandante in capo dell'esercito ottomano, carica che ricoprì più volte fino al 1869. Nel 1854 divenne membro dell'Assemblea dell'Alta Riforma (Meclis-i Âlî-i Tanzîmat), che avrebbe dovuto fornire consulenza sulla riforma dello stato ottomano.
Continuò a contribuire con i suoi talenti all'esercito fino a quando non si dimise dalla sua posizione all'età di 42 anni nel 1853. Fu nominato governatore di Damasco ma Rüşdi Pascià rifiutò la posizione come altre per evitare di lavorare con Mehmed Ali Pascià.

## Gran Visierato

### Primo mandato (1859-1860)
Il 24 dicembre 1859, Mehmed Rüşdi Pascià fu nominato per la prima volta Gran Visir dell'Impero Ottomano sotto il sultano Abdülmecid I. Tuttavia, era costantemente coinvolto in conflitti interni al palazzo relativi alla politica del governo. In particolare, ci sono stati conflitti tra Mehmed Rüşdi Pascià e Mehmed Emin Ali Pascià e altri funzionari governativi che volevano condurre gli affari del governo in modo diverso da Mehmed Rüşdi Pascià. Questo attrito rese difficile per Mehmed Rüşdi Pascià mantenere la sua posizione di Gran Visir e così fu sostituito il 28 maggio 1860. Dopo il suo primo servizio come Gran Visir dell'Impero Ottomano, Mehmed Rüşdi Pascià fece un viaggio a Berlino nel 1860. Poco dopo aver visitato Parigi e girato altri paesi europei, tornò a Istanbul nel 1861.

### Secondo mandato (1866-1867)
Il 5 giugno 1866, Mehmed Rüşdi Pascià fu nominato per la seconda volta Gran Visir dell'Impero Ottomano, nonostante l'opposizione anti-riformista al governo. Sebbene Mehmed Rüşdi Pascià avesse sconfitto i suoi rivali al governo nella lotta per l'ufficio, l'opposizione interna alle riforme lo portò a essere licenziato per la seconda volta l'11 febbraio 1867.

### Terzo mandato (1872-1873)
Il 19 ottobre 1872, il sultano Abdül Aziz nominò Mehmed Rüşdi Pascià per la terza volta nella sua carriera politica come Gran Visir. Anche questo mandato fu di breve durata e terminò dopo soli quattro mesi circa. Mehmed Rüşdi Pascià fu nuovamente licenziato a causa delle sue opinioni riformiste.

### Quarto mandato (1876)
Negli anni '70 dell'Ottocento ci furono numerose rivolte all'interno dell'impero. Gli studenti manifestavano diffondendo ideali riformisti. La rivolta civile e i disordini portarono il popolare Mehmed Rüşdi Pascià a essere riconfermato Gran Visir dell'Impero Ottomano il 12 maggio 1876. Questo fu fatto allo scopo di placare i riformisti e contenere i disordini.  Questo non salvò il sultano Abdül Aziz, che fu assassinato il 30 maggio 1876 dai suoi ministri con la partecipazione di Mehmed Rüşdi Pascià. L'assassinio del sultano fu spacciato come un suicidio.
Dopo l'assassinio di Abdül Aziz, i funzionari dell'Impero Ottomano, incluso Mehmed Rüşdi Pascià, nominarono Murad V come nuovo sultano perché credevano che sarebbero stati in grado di attuare le loro riforme. Murad V fu fortemente influenzato dalle idee delle riforme di Tanzimat. Fu anche colpito dalla cultura francese e da altre culture occidentali. Mehmed Rüşdi Pascià continuò a servire come Gran Visir sotto il nuovo Sultano e ottenne il potere. Murad V avrebbe dovuto approvare una costituzione ottomana, che, tuttavia, non riuscì nemmeno con il sostegno di Mehmed Rüşdi Pascià. Così Murad V fu sostituito da suo fratello Abdülhamid II. A Mehmed Rüşdi Pascià non piaceva Abdülhamid II, per la sua negligenza e mancanza di concentrazione sugli affari di governo lo infastidivano. Si dimise il 19 dicembre 1876 all'età di 65 anni dalla sua posizione di Gran Visir perché non era d'accordo con il sultano Abdülhamid II. Il 23 dicembre 1876, il Sultano approvò per decreto la costituzione, che per la prima volta prevedeva una limitazione del potere del Sultano attraverso un parlamento a due camere, in cui Camera dei Deputati era eletta. Tuttavia, il parlamento fu nuovamente chiuso da Abdülhamid II dopo la guerra russo-ottomana (1877-1878) e non fu riconvocato fino alla Rivoluzione dei Giovani Turchi nel 1908.

### Quinto mandato (1878) e morte
Mehmed Rüşdi Pascià fu nominato il 28 maggio 1878 per il suo quinto e ultimo mandato. Iniziò immediatamente ad indagare sull'omicidio dell'ex sultano Abdülmecid I. Dopo aver fatto diverse accuse e aver proseguito le indagini sull'attacco, fu rilasciato dopo appena una settimana. A seguito delle sue accuse, fu processato e interrogato davanti alla più alta corte dell'Impero Ottomano, ma non fu condannato a causa del suo stato di salute. Il Sultano mandò in esilio Mehmed Rüşdi Pascià.
Mehmed Rüşdi Pascià morì il 27 marzo 1882 all'età di 71 anni a Magnesia per una malattia neurologica. Il suo corpo è stato sepolto nel giardino della moschea di Hatuniye.